# 比表面积
比表面积（specific surface area，简称SSA）是指一个固体在单位质量内所拥有的总表面积，常用单位为平方米/克（m2/g）。
在多孔固体中，由于外表面积相对内表面积而言很小，基本可以忽略不計，此比表面积通常指内表面积。
不同固体物质比表面积差别很大，通常用作吸附剂、脱水剂和催化剂的固体物质比表面积较大。比如氧化铝比表面通常在100－400平方米/克，分子筛300-2000平方米/克，活性碳可达1000平方米/克以上。
比表面积国际上权威的测量通常用低温氮气吸附法或者静态容量法（static volumetric principle-V-Sorb 2800）测量。其中包含很多测试理论，例如常用的单点及多点BET（Brunauer-Emmett-Teller）理论，Langmuir理论，t-plot理论，炭黑外比表面积STSA等理论。